# 索姆河

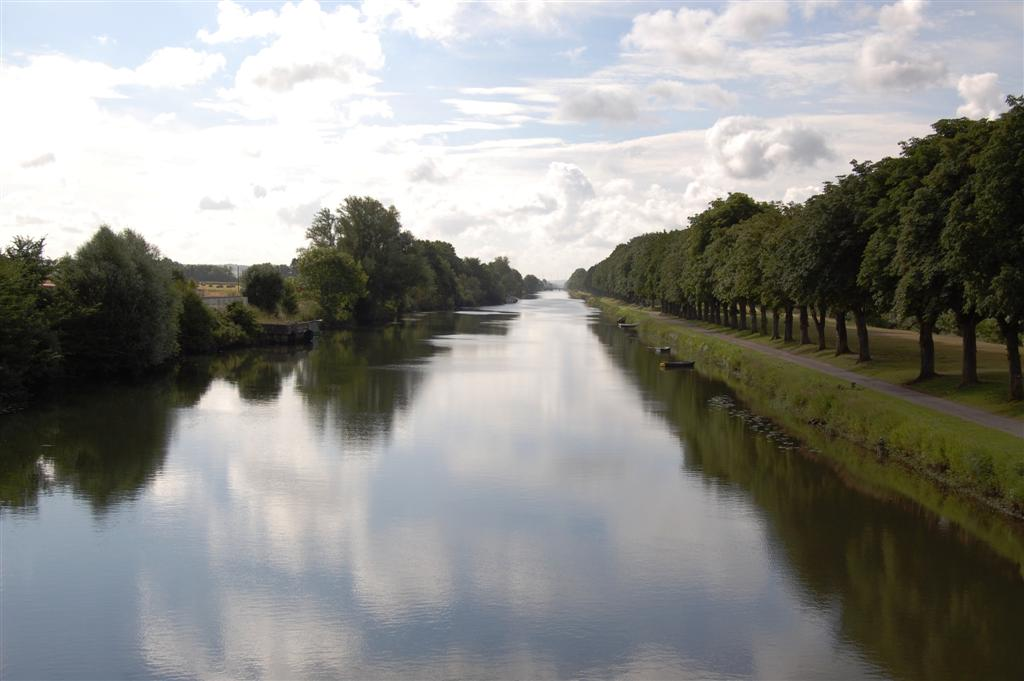
平静的索姆河

索姆河（法語：Somme，發音：[sɔm] ⓘ）是法國北部皮卡第的一條河流，索姆河這個名字從一個意思為“平靜”的凱爾特語字词中得來。索姆河從皮卡第的高地流至英吉利海峽的索姆灣，全長245公里。1916年第一次世界大戰时發生了索姆河戰役。